# Molosse (court-métrage)
 (juillet 2025).
Pour les articles homonymes, voir court-métrage.
Pour plus de détails, voir Fiche technique et Distribution.
Molosse est un court métrage canadien réalisé par Marc-Antoine Lemire et produit par Ô Films, mettant en vedette Caroline Néron, François Édouard Bernier, Émile Ouellette et Leandra Monica Pidjou Bizzoco,. Le film sera présenté en première mondiale le 19 juillet 2025 au Festival Fantasia à Montréal.

## Synopsis
Johanie, mère monoparentale d’une famille dysfonctionnelle, voit d’un mauvais œil l’arrivée de Ian et de son chien, dans le voisinage. Telle une tranchée qui divise les deux camps, la ruelle est témoin d’une rivalité où préjugés, fascinations et frustrations se mêlent au bruit des jappements,.

## Fiche technique
- Titre original : Molosse
- Titre anglais : Mad Dog
- Réalisation : Marc-Antoine Lemire
- Scénario : François Édouard Bernier, en collaboration avec Marc-Antoine Lemire
- Direction de la photographie : Olivier Racine
- Montage : Marc-Antoine Lemire et Justine Gauthier
- Son : Benoît Dame
- Direction artistique : Sébastien Roy
- Production : Charlotte Beaudoin-Poisson et Sophie Ricard-Harvey
- Société de production : Ô Films
- Société de distribution : Welcome Aboard
- Pays d'origine : Canada
- Langues originales : français
- Format : Couleur - numérique
- Genre : Comédie
- Durée : 24 minutes

## Distribution
- Caroline Néron
- François Édouard Bernier
- Émile Ouellette
- Leandra Monica Pidjou Bizzoco